# Jean-Baptiste Lomont
Jean-Baptiste Claude Lomont, né le 28 octobre 1748 à Caen (province de Normandie, actuel département du Calvados), mort le 8 juin 1829 à Torteval (département du Calvados), est un homme politique de la Révolution française. 

## Biographie
En 1775, Jean-Baptiste Lomont devient conseiller procureur du roi à la Monnaie de Caen.
La France devient une monarchie constitutionnelle en application de la constitution du 3 septembre 1791. Le même mois, Jean-Baptiste Lomont, alors administrateur du Calvados, est élu député du département, le sixième sur treize, à l'Assemblée nationale législative.
Il siège sur les bancs de la gauche. En février 1792, il vote en faveur de la mise en accusation de Bertrand de Molleville, le ministre de la Marine. En avril, il vote pour que les soldats du régiment de Châteauvieux, qui s'étaient mutinés lors de l'affaire de Nancy, soient admis aux honneurs de la séance. En août, il vote en faveur de la mise en accusation du marquis de La Fayette. 
La monarchie prend fin à l'issue de la journée du 10 août 1792 : les bataillons de fédérés bretons et marseillais et les insurgés des faubourgs de Paris prennent le palais des Tuileries. Louis XVI est suspendu et incarcéré, avec sa famille, à la tour du Temple. 
En septembre 1792, Jean-Baptiste Lomont est réélu député du Calvados, le troisième sur treize, à la Convention nationale. 

Il siège sur les bancs de la Plaine. Lors du procès de Louis XVI, il refuse de se prononcer lors du premier appel nominal relatif à la culpabilité du roi :
Je déclare que tous les efforts qu'on a fait, même à cette tribune, ne m'ont pas persuadé que nous pouvons cumuler les pouvoirs les plus incompatibles, que je suis resté bien convaincu que nous devons faire des lois, et non les appliquer ; [...] je m'abstiens de voter. 
Il se prononce pour « la détention, et le bannissement à la paix » et vote en faveur de l'appel au peuple et du sursis à l'exécution. 

Le 13 avril 1793, il vote en faveur de la mise en accusation de Jean-Paul Marat : 
Citoyens, ne respirant et ne votant que pour le bien public, et particulièrement interprète, en cette circonstance, des braves républicains du Calvados, qui rendent à Marat toute la justice qu'il mérite, c'est-à-dire qui lui vouent un profond et éternel mépris, je vote pour le décret d'accusation. 
Le 28 mai, il est absent lors du scrutin sur le rétablissement de la Commission des Douze. 
Après la chute de Robespierre, Lomont adhère à la réaction thermidorienne. Le 16 frimaire an III (le 6 décembre 1794), il est élu membre du Comité de sûreté générale. Il est réélu membre du Comité le 15 prairial (le 3 juin 1795).  
En brumaire an IV (octobre 1795), Jean-Baptiste Lomont est réélu député et siège au Conseil des Anciens. Il est initialement tiré au sort pour quitter le Conseil en prairial an VI (mai 1798), mais il est arrêté à l'issue du coup d’État du 18 fructidor an V (4 septembre 1797) et déporté sur l'île d'Oléron. Il est libéré en 1799 et devient maire de Coutances. 